# Октябрьский тоннель
Октябрьский тоннель — Транспортная развязка на пересечении Садового кольца с улицей Большая Якиманка и Ленинским проспектом.
Количество тоннелей — 2. Длина тоннелей — 506 м.
18 июня 2015 года закончилась реконструкция тоннеля.